# Салвадор Собрал
Салвадо́р Віла́р Браанка́мп Собра́л (порт. Salvador Vilar Braamcamp Sobral; нар. 28 грудня 1989, Лісабон, Португалія) — португальський співак, переможець 62-го пісенного конкурсу «Євробачення» в Києві, на якому представляв Португалію з піснею «Amar pelos dois».

## Життєпис
Народився в Лісабоні, але дитинство провів у США та Барселоні. У 2009 році був учасником третього сезону португальської версії британського талант-шоу «Pop Idol», де посів сьоме місце.
У березні 2017 року з піснею «Amar pelos dois» Салвадор переміг на фестивалі «Festival da Canção 2017» та представляв Португалію на пісенному конкурсі «Євробачення-2017» в Києві, де посів перше місце, набравши 758 балів.

## Активізм
У 2022 році під час повномасштабного російського вторгнення в Україну, яке є частиною російсько-української війни співак підтримав Україну. На своїй сторінці в інстаграмі він опублікував відео, в якому разом із напарником Андре Сантосом заспівав пісню українською мовою. Салвадор виконав хіт «Обійми» культового гурту «Океан Ельзи». Під відео він підписав що бажає миру для України та залишив контакти людей, які допомагають збирати гуманітарну допомогу для українців у Португалії. Це відео транслювали на міжнародному благодійному концерті-марафоні на підтримку України Save Ukraine — #StopWar.
Також співак для видання Vogue написав любовного листа до України. У ньому він описав своє захоплення красою країни та українцями, котрі раділи його перемозі на пісенному конкурсі «Євробаченні» та у 2021 році підтримали співака у його турі країною. Салвадор Собрал зазначив, що:
«Процес розвитку зазвичай не швидкий, як на мене, Україна йшла ним упевнено, і вона не заслуговує на те, аби зупинись зараз. Україна — це вільна та незалежна країна, і вона повинна залишатися такою і продовжувати розвиватись та будувати своє майбутнє. Я вважаю, що це її місія.  Я чекатиму моменту, коли зможу повернутись у цю вільну країну і заспівати для цих  вільних людей. Моє серце разом з українцями. Слава Україні!»

## Особисте життя
У березні 2024 року Собрал розповів про свою інтерсексуальність.

## Дискографія

### Альбоми
| Назва     | Деталі                                                                                | Пікові позиції в чартах |
| Назва     | Деталі                                                                                | POR                     |
| --------- | ------------------------------------------------------------------------------------- | ----------------------- |
| Excuse Me | - Released: 2 серпня 2016 - Label: Salvador Sobral - Formats: CD, Цифрове звантаження | 25                      |

### Сингли
| Назва             | Рік  | Альбом    |
| ----------------- | ---- | --------- |
| «Excuse Me»       | 2016 | Excuse Me |
| «Nem Eu»          | 2016 | Excuse Me |
| «Amar pelos dois» | 2017 |           |

## Захворювання
20 вересня 2017 року співака доставлено до клініки для проведення складної операції з пересадки донорського серця.